# North/Clybourn (Metro de Chicago)
North/Clybourn es una estación en la línea Roja del Metro de Chicago. La estación se encuentra localizada en 1599 North Clybourn Avenue en Chicago, Illinois. La estación North/Clybourn fue inaugurada el 17 de octubre de 1943.  La Autoridad de Tránsito de Chicago es la encargada por el mantenimiento y administración de la estación. En 2010 la estación fue renovada.

## Descripción
La estación North/Clybourn cuenta con 2 plataformas laterales y 2 vías. 

## Conexiones
La estación es abastecida por las siguientes conexiones: 
- Rutas del CTA Buses: #8 Halsted #N9 Ashland (nocturno) #33 Magnificent Mile Express #72 North #132 Goose Island Express